# Чос, Имре
Имре Чос (род. 31 мая 1969, Дебрецен) — венгерский дзюдоист, чемпион и призёр чемпионатов Венгрии и Европы, бронзовый призёр чемпионата мира и Олимпийских игр, участник трёх Олимпиад.

## Категория
Выступал в тяжёлой (до 95-100 кг) и абсолютной весовых категориях. В период в 1986—1999 годах десять раз становился чемпионом Венгрии и дважды серебряным призёром. В 1995 году стал чемпионом Европы в абсолютной категории, а в 1998 году — бронзовым призёром континентального чемпионата в тяжёлой категории. В 1991 году стал бронзовым призёром чемпионата мира в Барселоне.
На летних Олимпийских играх 1992 года в Барселоне стал бронзовым призёром. На Олимпиаде 1996 года в Атланте занял 9-е место. На следующей Олимпиаде в Сиднее Чос в первой же схватке проиграл аргентинскому дзюдоисту Орландо Баччино и выбыл из дальнейшей борьбы за медали.